# Le Fabuleux Destin de...
 (novembre 2022).
Si vous disposez d'ouvrages ou d'articles de référence ou si vous connaissez des sites web de qualité traitant du thème abordé ici, merci de compléter l'article en donnant les références utiles à sa vérifiabilité et en les liant à la section « Notes et références ».
Le Fabuleux Destin de... était une émission de télévision française présentée par Isabelle Giordano et diffusée du 2 septembre 2002 au 6 septembre 2004 sur France 3.

## Concept de l'émission
Isabelle Giordano invite chaque semaine deux personnalités issues d'horizons différents pour raconter leurs vies. Tous les soirs du lundi au vendredi, elles évoquent leurs souvenirs d'enfance, de leurs vies de famille, en passant par leurs années scolaires, et jusqu'à l'âge adulte. Des invités surprises (amis proches ou célébrités) arrivent au cours de l'émission.

## Diffusion
Lancé le 2 septembre 2002 et succédant au magazine C'est mon choix ce soir, Le Fabuleux Destin de... était diffusé du lundi au vendredi, tout d'abord à 20h20, puis à 19h55 et enfin à 20h05.
Le programme a également eu des prime-time spéciaux.
Le générique était d'Antoine Lantieri. 
La dernière quotidienne présentée par Isabelle Giordano a lieu le 11 juin 2004, et l'émission est remplacée par le documentaire Tous des héros. Pour son dernier numéro diffusé en première partie de soirée, et pour fêter les 30 ans de France 3, Le Fabuleux Destin de... est exceptionnement présenté par Marianne James le 6 septembre 2004 alors que le feuilleton quotidien Plus belle la vie a commencé le 30 août.